# Sint-Paulus en Sint-Janskerk
De Sint-Paulus en Sint-Janskerk is een parochiekerk in de Noord-Brabantse plaats Vught, gelegen aan de Lidwinastraat 51.
Deze kerk werd in 1991 in gebruik genomen. Hij verving de Sint-Janskerk en de Sint-Paulus en Sint-Antoniuskerk.
Het is een kleine kerk, ontworpen door J. Pruyn en H. Molenaar. Het betreft een laag gebouw met naar vier zijden licht afhellend dak met in het midden een piramidevormige lichtkoepel.